# Cracks
Este artículo es sobre la película de 2009. Para otros usos, vea Crack.
Cracks es una película de suspense de 2009 dirigida por Jordan Scott y protagonizada por Eva Green, Juno Temple, Imogen Poots y María Valverde.

## Sinopsis
Lo que parece ser un internado británico, se convierte en el escenario perfecto para dar un punto de vista respecto a las enseñanzas impartidas en las mentes jóvenes que llegan a él. Un grupo de chicas cuya líder es Di (Juno Temple), viven aparentemente "felices", disfrutando de fantásticas historias, las cuales son narradas por su institutriz o docente a cargo, Miss G (Eva Green). Pero dicha felicidad, se ve amenazada con la llegada de una chica nueva, Fiamma (María Valverde), que al parecer tiene una concepción distinta de la vida. Fiamma es la niña "rara", pues a diferencia de las demás muchachas, ella ha estado fuera del internado, y ha conocido varios lugares y vivido varias experiencias, lo cual despierta el interés de Miss G, pero éste interés, más adelante se convierte en algo más, y sus consecuencias tal vez no sean del todo gratificantes.

## Elenco
- Eva Green como Miss G.
- Juno Temple como Di Radfield.
- María Valverde como Fiamma Coronna.
- Imogen Poots como Poppy.
- Ellie Nunn como Lily.
- Adele McCann como Laurel.
- Zoe Carroll como Rosie.
- Clemmie Dugdale como Fuzzy.
- Sinéad Cusack como Miss Nieven.
- Deirdre Donnelly como Miss Lacey.

| Actrices principales de la película. | Actrices principales de la película. | Actrices principales de la película. | Actrices principales de la película. | Actrices principales de la película. |
| ------------------------------------ | ------------------------------------ | ------------------------------------ | ------------------------------------ | ------------------------------------ |
|                                      |                                      |                                      |                                      |                                      |
| Eva Green.                           | Juno Temple.                         | María Valverde.                      | Imogen Poots.                        |                                      |